# Christian Tuxen Falbe
Christian Tuxen Falbe, född 5 april 1791 i Helsingör i Danmark, död 19 juli 1849 i Köpenhamn, var en dansk sjöofficer, arkeolog och 
numismatiker.
Falbe tjänstgjorde i Frankrike 1808–1810 och deltog senare i 
kanonbåtskriget. Han lämnade flottan år 1820 och utnämndes till dansk generalkonsul i Tunis. År 1833 förflyttades han till Grekland och två år senare  återvände han till Danmark.

## Arkeologi
Falbe var den första som dokumenterade Karthagos ruiner i modern tid och år 1833 utgav han i Paris skriften Recherches sur Vemplacement de Carthage med flera plancher. Han fick bidrag till en resa i provinsen Constantine og Tunis 1837–1838 och år 1838 deltog han i en vetenskaplig expedition till 
Karthagos ruiner.

## Numismatik
Falbe katalogiserade prins, senare kung Kristian VIIIs myntsamling och från 1842 tjänstgjorde han på myntkabinettet på Rosenborgs slott. Tillsammans med Jacob Christian Lindberg påbörjade han ett verk om Afrikas antika mynt. 
Han utnämndes till kammarherre år 1846 och blev direktör för  Kristian VIIIs samlingar på Amalienborg 1847.

## Utmärkelser
- Riddare av Dannebrogorden,  1813[4]
- Dannebrogsmännens hederstecken,  1840[4]
- Officer av Hederslegionen

[Redigera Wikidata]